# 물고기자리 이오타
물고기자리 이오타는 물고기자리에 있는 항성이다. 이 별은 지구에서 약 45광년 떨어져 있고, 분광형 F의 황백색 왜성이며, 태양보다 좀 더 무겁고 밝다. 하지만 이 별의 광도는 지구와 비슷한 외계 행성의 어머니 항성이 되기에 충분한 범위 내에 있다. 표면 온도는 약 6,000 ~ 7,500 켈빈 사이이다. 물고기자리 이오타는 변광성의 성질을 갖고 있는 것으로 추측된다.
이오타별에 한 개나 두 개의 동반성이 있는 것으로 생각한 적도 있으나, 실제로는 광학적 이중성일 뿐 중력으로 묶인 존재는 아닌 것으로 드러났다.

## 참고 문헌
1. ↑  “Simbad Query Result”. 《Simbad》.
2. ↑  “"Iota Piscium"”. 2007년 1월 25일에 원본 문서에서 보존된 문서. 2007년 9월 27일에 확인함.